# Tröstauer Forst-Ost
Tröstauer Forst-Ost är ett kommunfritt område i Landkreis Wunsiedel im Fichtelgebirge i Regierungsbezirk Oberfranken i förbundslandet Bayern i Tyskland.